# Marisol (actrice)
Cet article possède des homonymes et des paronymes, voir Marisol, Flores et González.
Josefa Flores González, connue sous les noms de scène de Marisol ou Pepa Flores, est une actrice de cinéma et une chanteuse espagnole, née le 4 février 1948 à Malaga (Province de Malaga).
Membre du Parti communiste d'Espagne, elle fait don de l'essentiel de ses récompenses aux syndicats, au parti ou à des associations sociales. Elle participe activement après la mort du dictateur Franco en 1975 aux mobilisations contre l’OTAN et soutient les luttes syndicales et sociales. 

## Biographie
Instrumentalisée en tant qu'enfant prodige sous le franquisme, elle reste membre du parti communiste et joue sous la direction de Carlos Saura pendant la transition démocratique, puis décide de se retirer de la scène artistique internationale.
Elle est la mère de l'actrice Maria Esteve, de la psychologue Tamara Esteve et de la chanteuse Celia Flores.

## Filmographie
- 1960 : Un rayon de soleil (es) (Un rayo de luz) de Luis Lucia Mingarro : Marisol D'Angelo
- 1961 : Un Ange est arrivé (Ha llegado un ángel) de Luis Lucia Mingarro : Marisol Gallardo
- 1962 : Tombola (es) (Tómbola) de Luis Lucia Mingarro : Marisol
- 1963 : Marisol rumbo a Río (es) de Fernando Palacios : Marisol / Mariluz
- 1964 : Le Rossignol de Castille (es) (La nueva Cenicienta) de George Sherman : Marisol Echerry
- 1964 : La historia de Bienvenido (es) d'Augusto Fenollar : Marisol
- 1965 : Búsqueme a esa chica (es) de Fernando Palacios et George Sherman : Marisol
- 1965 : Cabriola de Mel Ferrer : la fille
- 1967 : Les Quatre Mariages de Marisol (es) (Las cuatro bodas de Marisol) de Luis Lucia Mingarro : Marisol Collado
- 1968 : Solos los dos (es) de Luis Lucia Mingarro : Marisol
- 1969 : Carola de día, Carola de noche (es) de Jaime de Armiñán : Carola Jungbunzlav
- 1969 : El taxi de los conflictos (es) de José Luis Sáenz de Heredia et Mariano Ozores : elle-même / Patricia
- 1969 : Urtain, el rey de la selva... o así (es) de Manuel Summers (es) : elle-même
- 1973 : La Corruption de Chris Miller (La corrupción de Chris Miller) de Juan Antonio Bardem : Chris Miller
- 1973 : La chica del Molino Rojo d'Eugenio Martín : María Marcos
- 1975 : El poder del deseo de Juan Antonio Bardem : Juna (Justina) / Catalina
- 1978 : Los días del pasado (es) de Mario Camus : Juana
- 1981 : Noces de sang (Bodas de sangre) de Carlos Saura : Marisol
- 1983 : Carmen de Carlos Saura : Pepa Flores
- 1985 : Caso cerrado (es) de Juan Caño : Isabel